# ProQuest Dialog

DIALOG的命令行检索界面

DIALOG系统是目前世界上最大的国际联机情报检索系统，存储的文献型和非文献型记录三亿三千万篇，占世界各检索系统数据库文献总量的一半以上。
文档的专业范围涉及综合性学科、自然科学、应用科学和工艺学、社会科学和人文科学、商业经济和时事报导等诸多领域。利用DIALOG系统，可进行项目查新、文献调研、课题立项、申报专利、了解市场动态和竞争对手、新产品开发、公司的背景情况、经济预测等等信息。